# Тихонов Микола Семенович
Мико́ла Семе́нович Ти́хонов (рос. Николай Семёнович Тихонов; 22 листопада (4 грудня за новим стилем) 1896, Петербург, Російська імперія — 8 лютого 1979, Москва, РРФСР) — російський письменник (поет, прозаїк, публіцист, перекладач). Герой Соціалістичної Праці (1966). Лауреат Сталінської премії (1942, 1949, 1952). Лауреат Ленінської премії (1970). Лауреат Шевченківської премії (1964). Депутат Верховної Ради СРСР 2—9-го скликань.

## Біографія

Тбілісі. Будинок письменників Грузії. 1934 рік. Перший ряд: Симон Чіковані, Олександр Кутателі. Другий ряд: Сандро Шаншиашвілі, Микола Тихонов, Марія Неслуховська-Тихонова (дружина Миколи Тихонова), Ілля Мосашвілі. Третій ряд: Тамара Багратіоні-Міцишвілі, Єфемія Гедеванішвілі-Леонідзе, Маріам Касрадзе-Шаншиашвілі, Ніна Табідзе, Тиціан Табідзе.

Народився в родині ремісника-цирульника (перукаря) і кравчині. Спочатку навчався в початковій міській школі, потім — у торговельній школі, де також викладали комерційні науки, товарознавство, стенографію. У 1911 році покинув навчання (за словами поета, закінчив школу), щоб допомагати своїй незаможної сім'ї. Працював писарем в Головному морському господарському управлінні. У 1915 році був призваний до російської армії, де служив у гусарському полку. У 1918 році вступив в РСЧА (Робі́тничо-Селя́нська Черво́на А́рмія), в 1922 році був демобілізований.
Тихонов рано почав писати вірші. Перша публікація у 1918 році. У молодості поет був послідовником Гумільова, випробував також потужний вплив творчості Кіплінга. Перші збірки віршів («Орда» і «Брага») вийшли в 1922 році. Численні вірші в цих збірниках стали класикою жанру балади: «Балада про цвяхи», «Балада про синій пакет», «Дезертир». Ці книги викликали величезний інтерес читачів; протягом 20-х років Тихонов залишався одним з найпопулярніших радянських поетів.
На початку 1920-х належав до об'єднання літераторів «Серапіонові брати» (до групи входили Корній Чуковський, Микола Гумільов, Борис Ейхенбаум та інші).
З кінця 1920-х років поет багато їздив по країні, зокрема на Кавказ. Уважно вивчав життя та історію народів Кавказу. Займався перекладами грузинських, вірменських, дагестанських поетів.
Учасник радянсько-фінляндської війни 1939—1940 років. Очолював групу письменників при газеті «На варті Батьківщини». Під час Великої Вітчизняної війни працював у Політуправлінні Ленінградського фронту. Вірші цього періоду увійшли до книги «Вогняний рік» (1942), найвідоміший твір воєнних років — поема «Кіров з нами». У 1944—1946 роках — голова правління Спілки письменників СРСР, з 1953 року — секретар правління Спілки письменників СРСР.
У післявоєнний період Тихонов пише менше, що було пов'язано з значними громадськими навантаженнями. З 1949 року Тихонов був головою Радянського комітету захисту миру, в 1950 році став членом Бюро Всесвітньої ради миру. Побував у складі радянських делегацій в ряді країн Європи та Азії. У 1966 році Тихонову було присвоєно звання Героя Соціалістичної Праці. Тихонов і Брежнєв — єдині, хто був нагороджений і Ленінською премією, і Міжнародною Ленінською премією «За зміцнення миру між народами».
Помер у Москві. Незадовго до смерті, виступаючи по радянському радіо, згадував про свого вчителя Гумільова (чиє ім'я було тоді під забороною) і цитував його вірші. Похований на Новодівочому кладовищі.

## Переклади українською мовою
- М. Тіхонов. Вибране. Переклад за редакцією П. Тичини (М. Бажан, В. Бичко, С. Голованівський, І. Гончаренко, Л. Дмитерко, Є. Дроб'язко, Н. Забіла, М. Зісман[5], С. Крижанівський, А. Малишко, Т. Масенко, І. Муратов, М. Нагнибіда, І. Нехода, О. Новицький, М. Пригара, М. Рильський, В. Сосюра, М. Терещенко, П. Тичина, П. Усенко) — К: Держлітвидав України, 1946 — 156 с.